# Mascha Ballhaus
Mascha Ballhaus (ur. 27 lipca 2000) – niemiecka judoczka. Olimpijka z Paryża 2024, gdzie zajęła siódme miejsce w wadze półlekkiej.
Brązowa medalistka mistrzostw świata w 2024 i 2025; uczestniczka zawodów w 2022 i 2023, a także zdobyła medal w drużynie. Startowała w Pucharze Świata w latach: 2019, 2020 i 2022. Trzecia na mistrzostwach Europy w 2023 i piąta w 2022.  Mistrzyni kraju w 2023; druga w 2020; trzecia w 208, 2019 i 2021 roku.

## Letnie Igrzyska Olimpijskie 2024
| Konkurencja | Eliminacje               | Eliminacje                     | Eliminacje                 | Repasaże                | Klas. końcowa |
| Konkurencja | Przeciwnik I             | Przeciwnik I                   | 1/4                        | Przeciwnik I            | Miejsce       |
| ----------- | ------------------------ | ------------------------------ | -------------------------- | ----------------------- | ------------- |
| 52 kg       | Paulina Martínez (MEX) Z | Bishreltiin Khorloodoi (UAE) Z | Diyora Keldiyorova (UZB) P | Larissa Pimenta (BRA) P | 7.            |